# يانوسية باهرة
يانوسية باهرة (الاسم العلمي: Janolus mirabilis) هي نوع من الحيوانات تتبع جنس اليانوسية من فصيلة ظهريات الشرج.